# ايزومي كوباياشي
ايزومي كوباياشي (باليابانية: 小林泉美؛ بالكانا: こばやし いづみ) هي لاعبة غو محترفة ‏ يابانية، ولدت في 20 يونيو 1977 في طوكيو في اليابان.